# Michael Žantovský

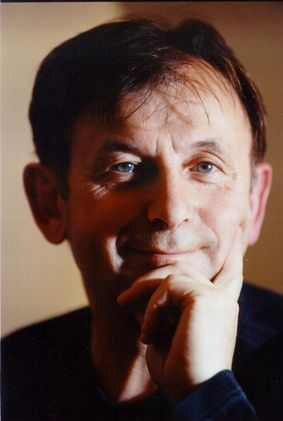
Michael Žantovský (2011)

Michael Žantovský (* 1949 in Prag) ist ein tschechischer Psychologe, Journalist, Schriftsteller, Übersetzer und Diplomat. 
Žantovský studierte Psychologie an der Karls-Universität Prag und 1968/69 an der McGill University. Nach seinem Abschluss (M.A. 1973) forschte er am Psychiatrické centrum Praha (PCP). 1980 verließ er das Institut und arbeitete als freiberuflicher Lyriker und Übersetzer; 1988/89 war Žantovský Prager Korrespondent der Nachrichtenagentur Reuters. 
Während der Samtenen Revolution gehörte Žantovský zu den Mitbegründern des tschechischen Bürgerforums. 1990 wurde er Sprecher und Politischer Berater von Präsident Václav Havel. 1992 ging Žantovský als tschechischer Botschafter in die USA. 1997 wählte die Partei Občanská demokratická aliance ihn zum Vorsitzenden. 2002 kehrte er in den Auswärtigen Dienst zurück und diente ab 2003 als Botschafter in Israel; von 2009 bis 2015 war er Botschafter in London. 

## Schriften
- Vaclav Havel : in der Wahrheit leben. Aus dem Engl. von Helmut Dierlamm und Hans Freundl. Berlin : Propyläen, 2014